# Anochetus fuliginosus
Anochetus fuliginosus är en myrart som beskrevs av Arnold 1948. Anochetus fuliginosus ingår i släktet Anochetus och familjen myror. Inga underarter finns listade i Catalogue of Life.